# Adamelita
La adamelita es una roca ígnea plutónica, ácida, que tiene más del 65% total de sílice y más del 20% de cuarzo. Contiene una gran cantidad de feldespatos, equitativamente divididos entre los ortoclasas (feldespatos potásicos) y plagioclasas (feldespatos de calcio o sodio). La biotita proporcionara la adamelita su aspecto moteado. Se encuentran granos grises de cuarzo en la matriz. Cristaliza en magmas asociados con plutones grandes.